# La Rivière (Isère)
La Rivière is een gemeente in het Franse departement Isère (regio Auvergne-Rhône-Alpes) en telt 469 inwoners (1999). De plaats maakt deel uit van het arrondissement Grenoble.

## Geografie
De oppervlakte van La Rivière bedraagt 18,2 km², de bevolkingsdichtheid is 25,8 inwoners per km².
De onderstaande kaart toont de ligging van La Rivière (Isère) met de belangrijkste infrastructuur en aangrenzende gemeenten.

## Demografie
Onderstaande figuur toont het verloop van het inwonertal (bron: INSEE-tellingen).